# Iveco S-Way
Iveco S-Way este un autocamion de mare tonaj fabricat de producătorul italian de vehicule Iveco. A fost introdus în 2019 ca succesor al modelului Iveco Stralis⁠(d) și este în prezent asamblat în Madrid, Spania.
În noiembrie 2022, S-Way a fost lansat în America de Sud, produs la uzina Iveco din Sete Lagoas.

## Prezentare generală

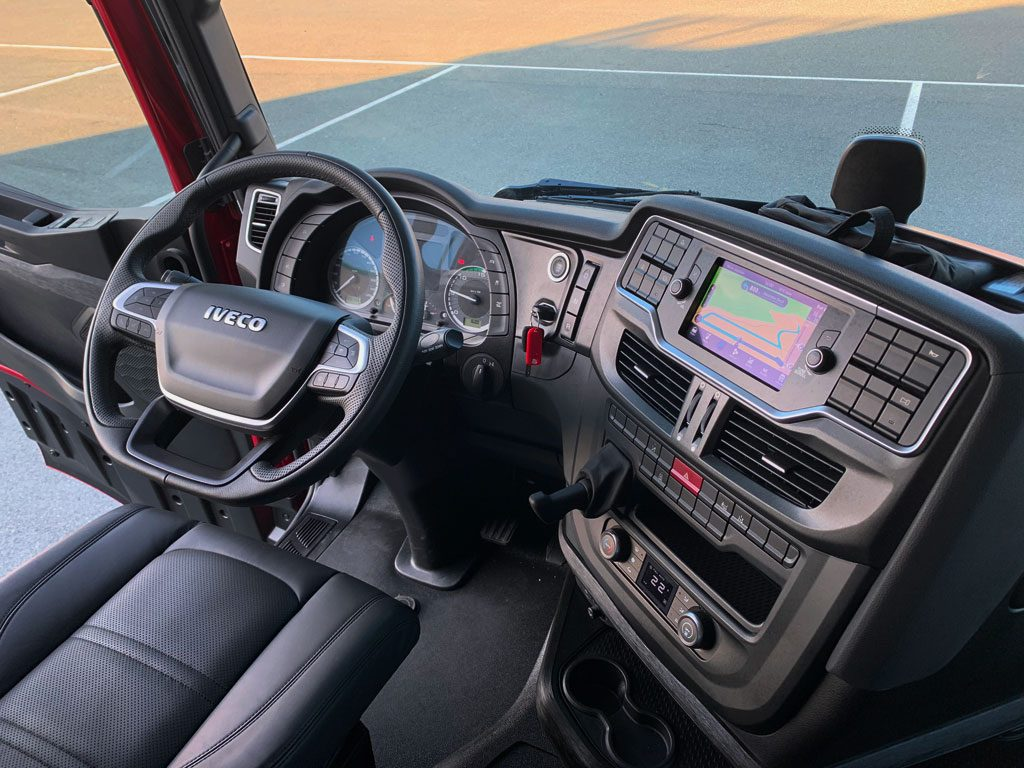
Interior

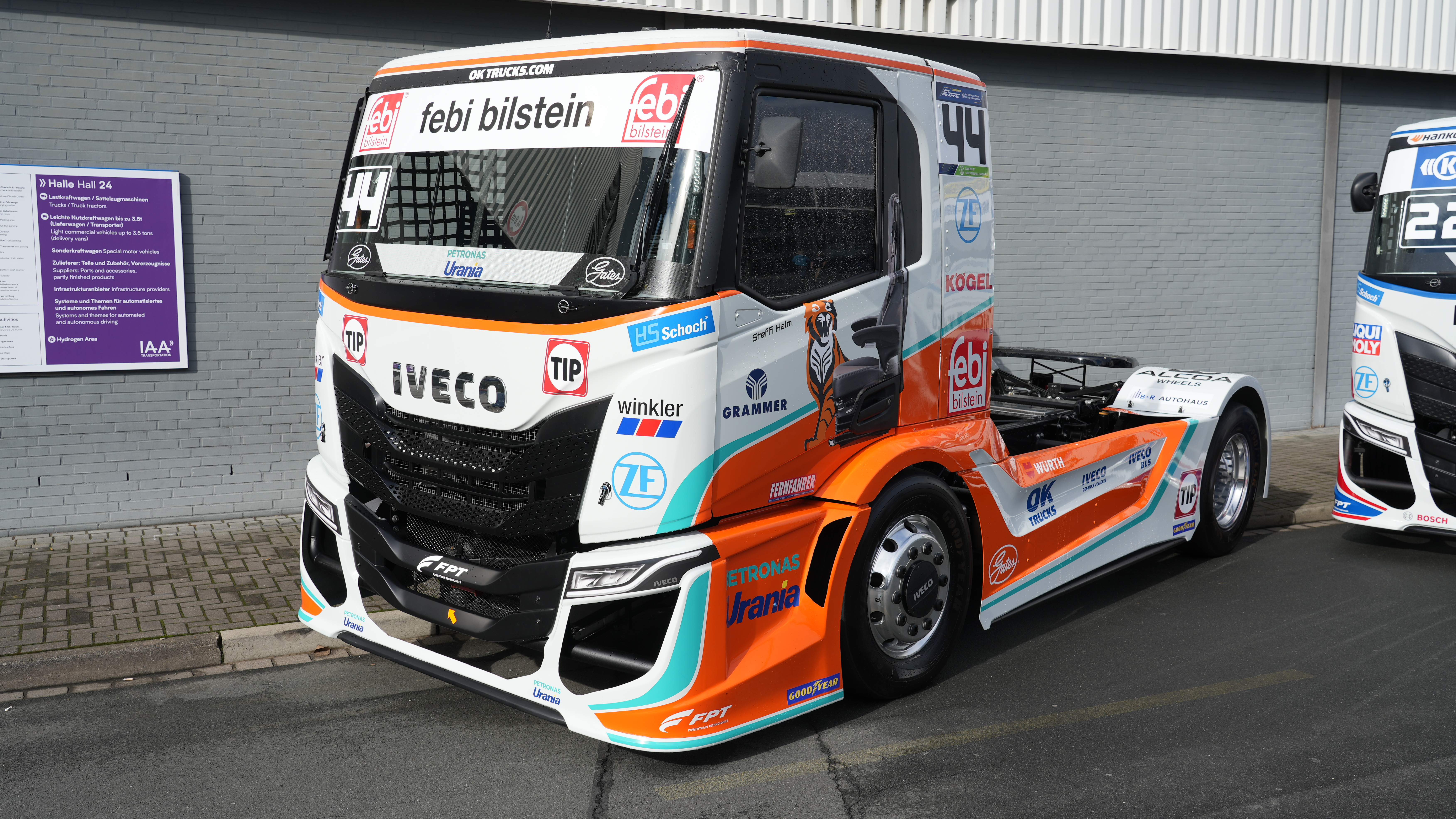
Iveco S-Way R Steffi Halm

S-Way a debutat pe 2 iulie 2019 cu o cabină nouă și tehnologii digitale.

### X-Way

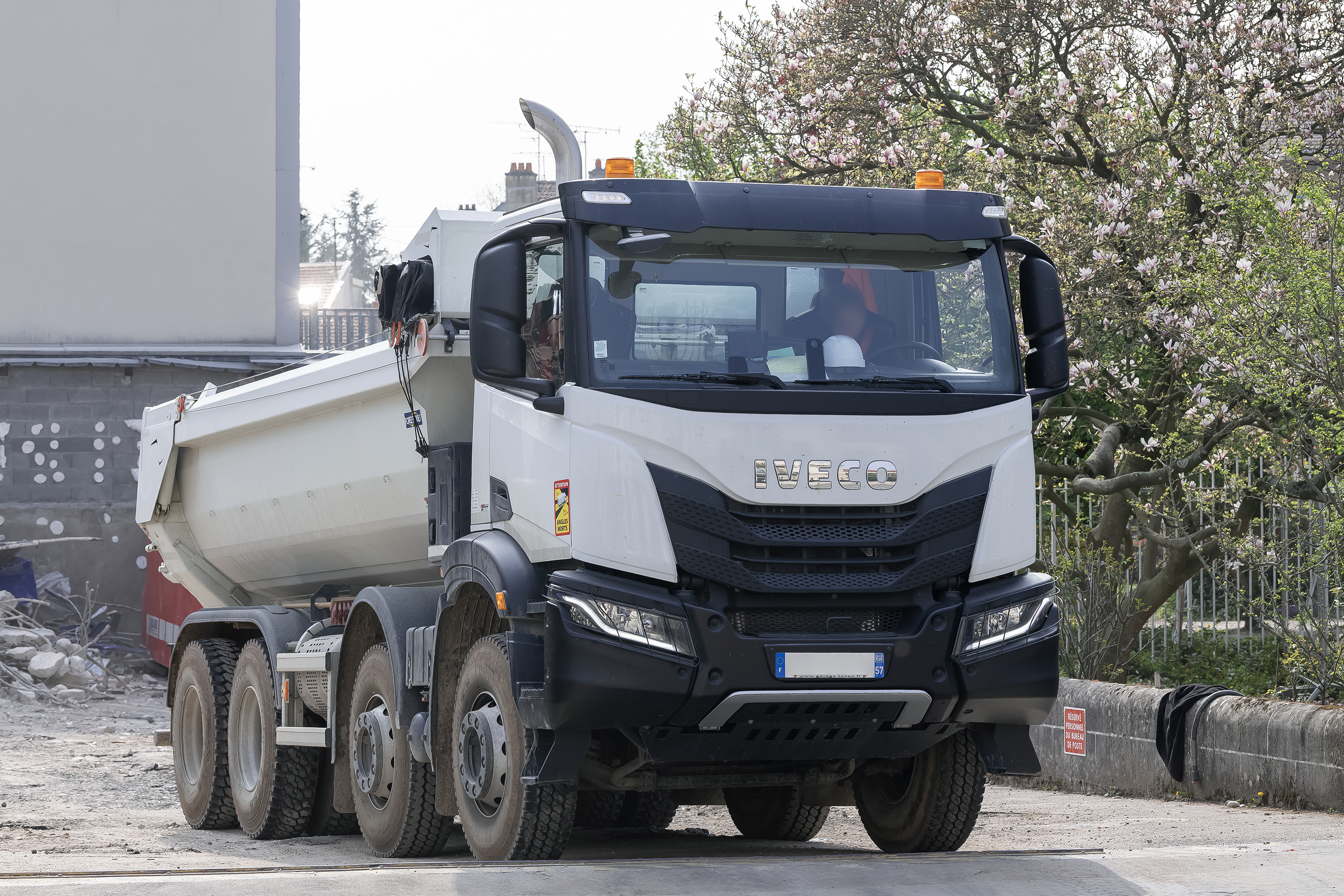
Iveco X-WAY 480

Iveco X-Way este un autocamion de construcții ușoare bazat pe modelul S-Way. În trecut, X-Way era echipat cu cabina Stralis, dar din trimestrul al patrulea al anului 2020 se utilizează cabina S-Way.

### Nikola Tre

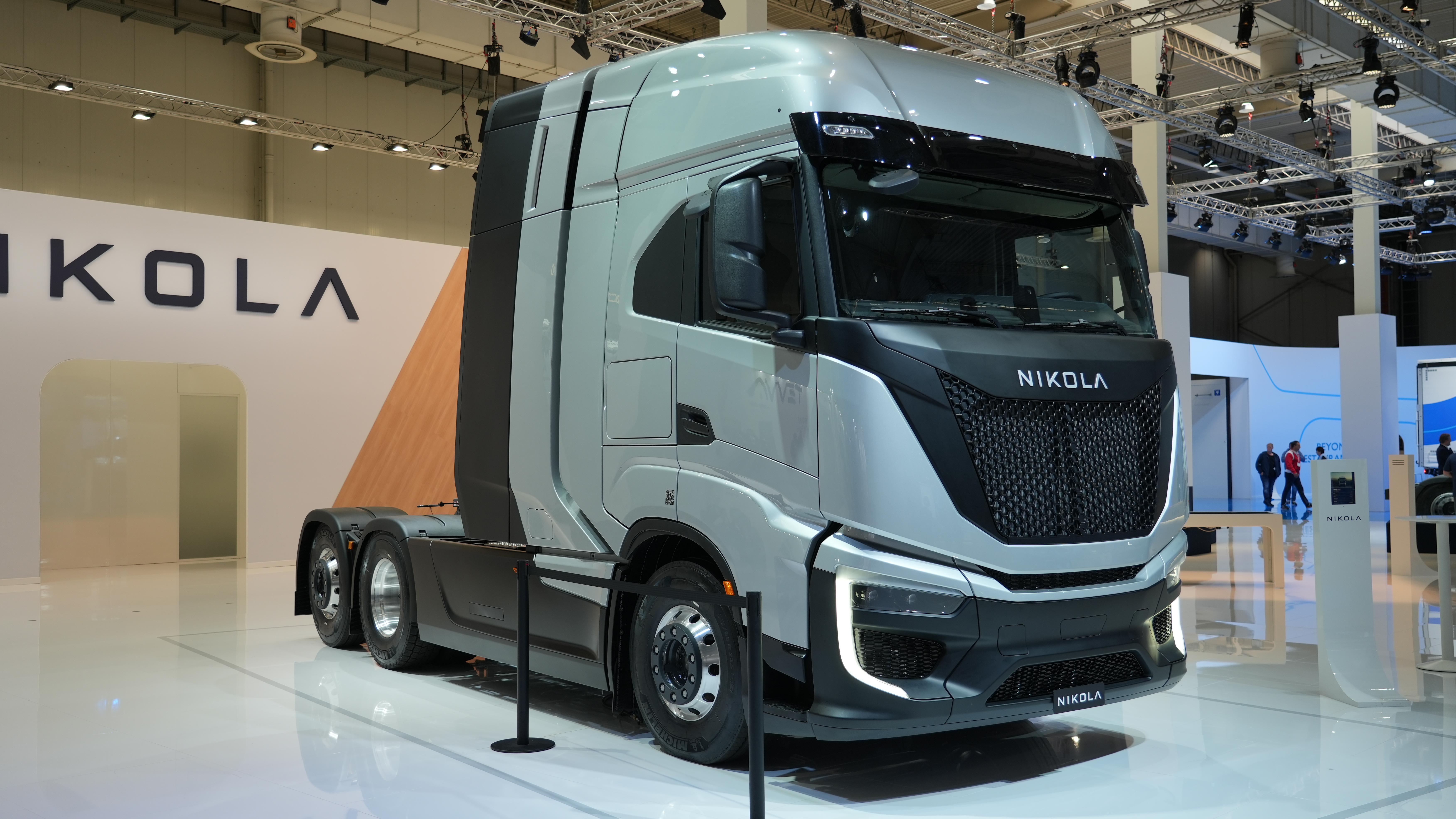
Nikola Tre FCEV

În noiembrie 2019, Nikola Motor Company și Iveco au prezentat împreună camionul electric Nikola Tre, cu o putere de 644 CP (480 kW), un cuplu maxim de 1.800 N·m (1.300 lbf·ft), o baterie de 720 kWh și o autonomie de până la 400 km (250 mi). Acesta este dezvoltat pe baza modelului Iveco S-Way.
La 21 septembrie 2022, la expoziția IAA Transportation 2022 din Hanovra, a fost prezentată versiunea de producție a Nikola Tre BEV 4x2, cu o autonomie de până la 530 km (330 mi) fără reîncărcare.
La expoziție a fost prezentat și un prototip cu celule de combustibil pe bază de hidrogen, Nikola Tre FCEV 6×2, care are o autonomie de până la 800 km (500 mi).

## Motoare
Toate motoarele utilizează sisteme SCR și respectă normele Euro 6d.
| Motor               | Capacitate cilindrică (l) | Putere (kW) la n (R/min) | Cuplu (Nm) la (R/min) |
| Diesel              | Diesel                    | Diesel                   | Diesel                |
| ------------------- | ------------------------- | ------------------------ | --------------------- |
| Cursor 9            | 8,7                       | 243 la 1655–2200         | 1400 la 1100–1655     |
| Cursor 9            | 8,7                       | 265 la 1530–2200         | 1650 la 1200–1530     |
| Cursor 9            | 8,7                       | 294 la 1655–2200         | 1700 la 1200–1655     |
| Cursor 11           | 11,1                      | 309 la 1475–1900         | 2000 la 0870–1475     |
| Cursor 11           | 11,1                      | 338 la 1500–1900         | 2150 la 0925–1500     |
| Cursor 11           | 11,1                      | 353 la 1465–1900         | 2300 la 0970–1465     |
| Cursor 13           | 12,9                      | 375 la 1560–1900         | 2300 la 0900–1560     |
| Cursor 13           | 12,9                      | 420 la 1605—1900         | 2500 la 1000–1605     |
| Gaz natural (metan) |                           |                          |                       |
| Cursor 9 NP         | 8,7                       | 250 la 2000              | 1500 la 1100–1600     |
| Cursor 9 NP         | 8,7                       | 294 la 2000              | 1700 la 1200–1575     |
| Cursor 13 NP        | 12,9                      | 338 la 1900              | 2000 la 1100–1600     |

## Galerie

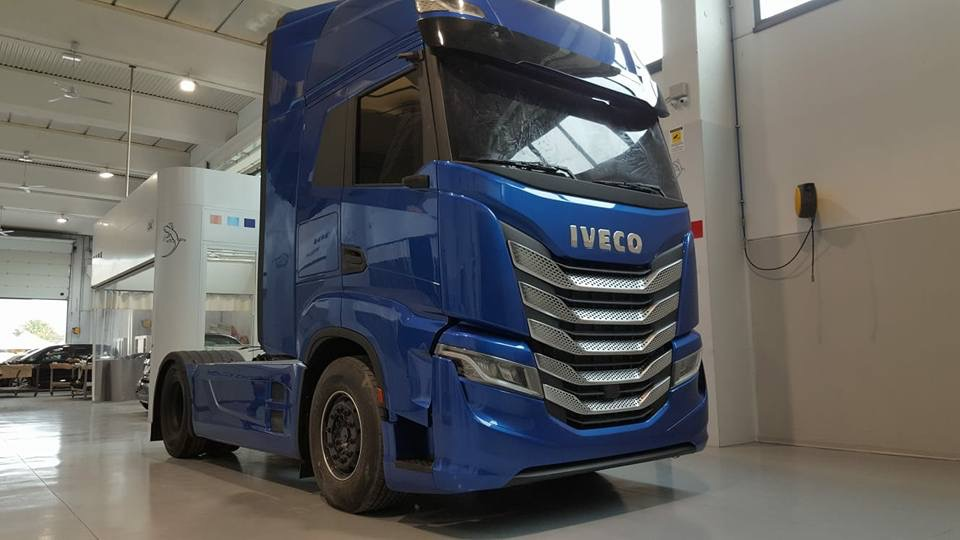
Prototip Iveco S-Way 2019
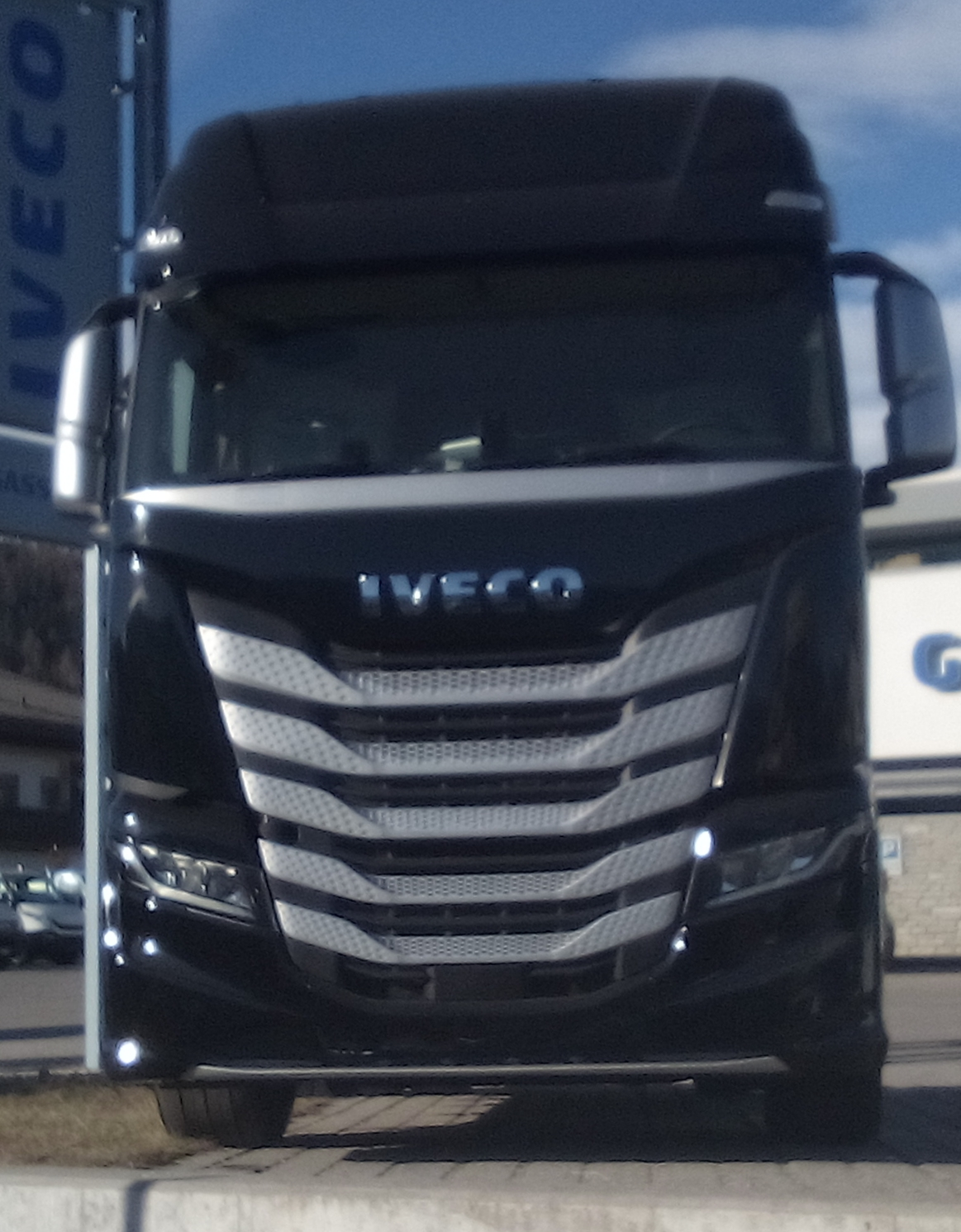
Iveco S-Way 2020
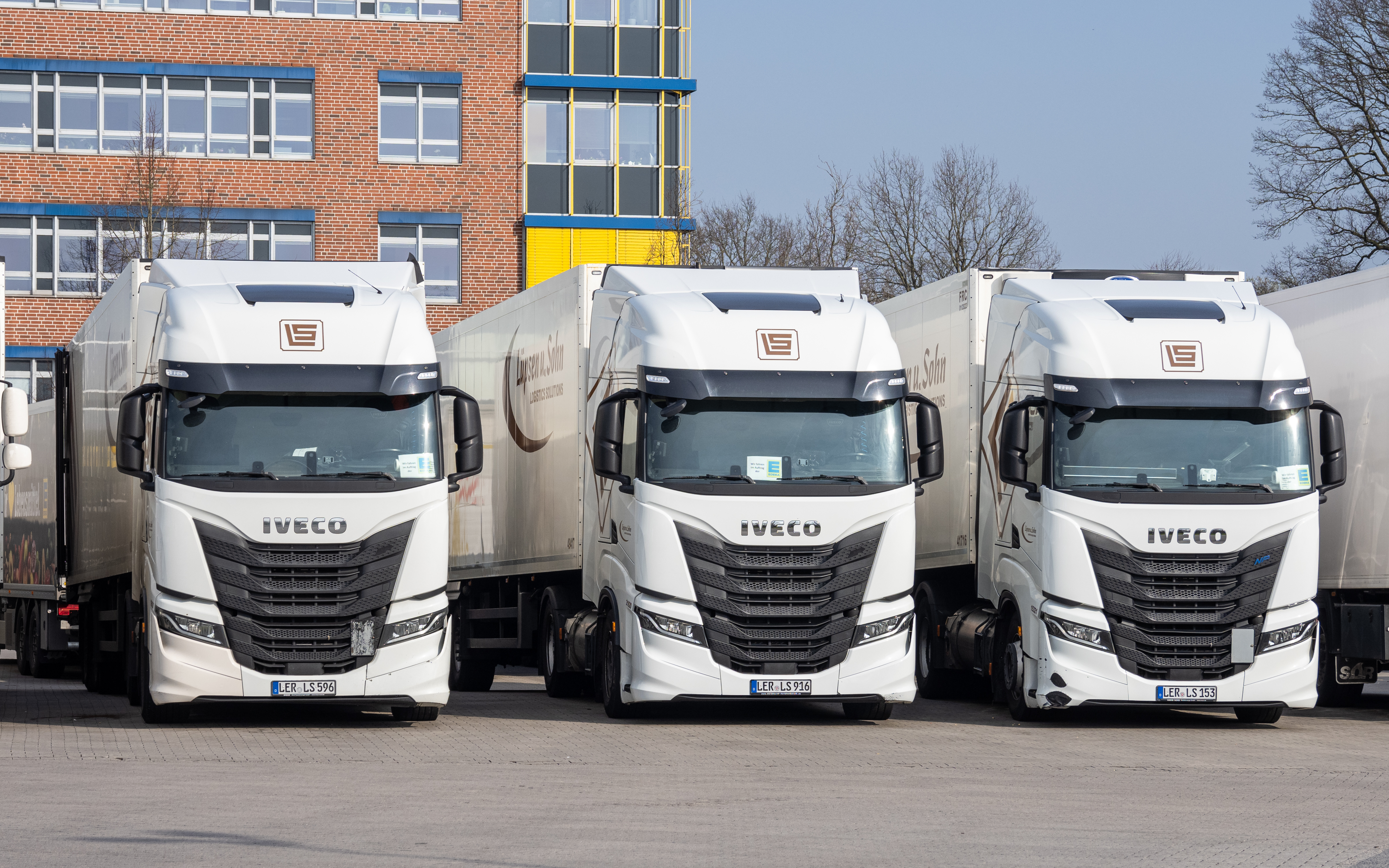
Camioane IVECO S-Way NP